# 腹帶叉鼻魨
腹帶叉鼻魨為輻鰭魚綱魨形目四齒魨亞目四齒魨科的其中一種，為亞熱帶海水魚，分布於東南大西洋南非Knysna至東倫敦海域，體長可達40公分，棲息在底層水域，生活習性不明，具有毒性。

## 扩展阅读
維基物種上的相關：腹帶叉鼻魨